# Parlamentswahl in Togo 2018
Die Parlamentswahl in Togo fand am 20. Dezember 2018 statt. Sie wurde von großen Teilen der Opposition boykottiert.

## Ausgangslage
Ab August 2017 entwickelte sich eine landesweite Protestbewegung, die eine Beschränkung der Amtszeit des langjährigen Präsidenten Faure Gnassingbé forderte. Das Militär ging dagegen mit Tränengas, scharfer Munition und Massenverhaftungen vor. Einige Menschen kamen bei Zusammenstößen mit den Sicherheitskräften ums Leben. Die monatelangen Protesten belasteten die Wirtschaft Togos.
Anfang 2018 stimmte die Regierung auf Vermittlung der Westafrikanischen Wirtschaftsgemeinschaft (ECOWAS) einem Dialog mit der Opposition und Anführern der Proteste zu. ECOWAS empfahl der Regierung, in einem offenen und fairen Prozess die Wählerregister zu überprüfen, die Möglichkeit der Stichwahl ins Wahlsystem einzuführen, die Amtszeit des Präsidenten auf zwei Mal zu beschränken sowie Wahlbehörde und Verfassungsgericht unabhängiger und transparenter zu organisieren. Die Regierung setzte keine dieser Vorschläge um, sie bot lediglich oppositionellen Gruppen vier der dreizehn Sitze in der Wahlbehörde an, was diese ablehnten.
Der bekannte Oppositionelle Nicodème Ayao Habia trat in Hungerstreik und forderte die Freilassung der 2017 Festgenommenen. Es gab Berichte über Schikanen, Verhaftungen und Folter mutmaßlicher Anhänger der Opposition durch die Polizei. Die Regierung verbot – verfassungswidrig – Proteste vor, während und nach der Wahl.
Ein C14 genanntes Bündnis mehrerer Oppositionsparteien boykottierte die Wahl, die sie als „Farce“ bezeichnet.

## Ergebnis

Parlamentswahlen in Togo 2018:
Unabhängige Kandidaten: 18 Sitze
PDP: 1 Sitz
MRC: 1 Sitz
MPDD: 2 Sitze
NET: 3 Sitze
UFC: 7 Sitze
UNIR: 59 Sitze

Das endgültige Wahlergebnis wurde am 31. Dezember 2018 vom Verfassungsgericht verkündet:
| Parteien                                                     | Kurzform               | Sitze |
| ------------------------------------------------------------ | ---------------------- | ----- |
| Union pour la République                                     | UNIR                   | 59    |
| Union des forces de changement                               | UFC                    | 7     |
| Nouvel engagement togolais                                   | NET                    | 3     |
| Mouvement patriotique pour la démocratie et le développement | MPDD                   | 2     |
| Mouvement des républicains centristes                        | MRC                    | 1     |
| Parti démocratique panafricain                               | PDP                    | 1     |
| Unabhängige Kandidaten                                       | Unabhängige Kandidaten | 18    |
| Quelle:                                                      |                        |       |

Im Vergleich mit dem von der Unabhängige Nationale Wahlkommission (Céni) am 23. Dezember 2018 veröffentlichten vorläufigen Ergebnis ergab sich noch eine Mandatsverschiebung: Ein Sitz wanderte vom MPDD zur UFC. Laut dem vorläufigen Ergebnis betrug die Wahlbeteiligung 59,25 Prozent.
| Registrierte Wähler | 3.155.837 |
| Abgegebene Stimmen  | 1.869.717 |
| Gültige Stimmen     | 1.751.110 |
| Ungültige Stimmen   | 118.607   |
| Quelle:             |           |

## Reaktionen
Wahlbeobachter von der Afrikanischen Union und ECOWAS beurteilten die Wahlen als „fair und transparent“, drückten aber Bedauern über den Boykott durch die Opposition aus.

## Belege
1. ↑  Togo: Innenpolitik. In: auswaertiges-amt.de. 1. Juli 2019, abgerufen am 30. Dezember 2019.
2. 1 2  Siobhan O’Grady: ‘It’s just barbarity’: Togo’s political prisoners describe torture in police custody. In: latimes.com. 4. Juni 2018, abgerufen am 30. Dezember 2019 (englisch).
3. ↑  Several dead in Togo protest clashes with police. In: france24.com. 17. Oktober 2018, abgerufen am 30. Dezember 2019 (englisch).
4. 1 2 3  Nick Bailey: Elections in Togo: What Happens When the World Isn’t Watching. In: freedomhouse.org. 28. Januar 2019, abgerufen am 30. Dezember 2019 (englisch).
5. ↑  David Signer: Die Repression und das demokratische Mäntelchen in Togo. In: nzz.ch. 9. Oktober 2018, abgerufen am 30. Dezember 2019.
6. ↑  Daniel Pelz: Togo: Parlamentswahlen ohne Opposition . In: dw.com. 20. Dezember 2018, abgerufen am 30. Dezember 2019.
7. ↑  Résultats définitifs des élections législatives au Togo. In: dw.com. 31. Dezember 2018, abgerufen am 30. Dezember 2019 (französisch).
8. 1 2  Proclamation des résultats provisoires des résultats législatives 2018. (PDF; 259 kB) In: ceni-tg.org. 23. Dezember 2018, abgerufen am 30. Dezember 2019 (französisch).
9. ↑  Togo President's Party Wins Majority in Parliament. In: voanews.com. 24. Dezember 2018, abgerufen am 30. Dezember 2019 (englisch).